# Lijst van rijksmonumenten in Assen (gemeente)

De gemeente Assen

De gemeente Assen telt 137 inschrijvingen in het rijksmonumentenregister. Hieronder een overzicht. 

## Assen
De plaats Assen telt 131 inschrijvingen in het rijksmonumentenregister. Zie de Lijst van rijksmonumenten in Assen (plaats) voor een overzicht.

## Anreep
De plaats Anreep telt 1 inschrijvingen in het rijksmonumentenregister.
| Object                      | Oorspronkelijke functie? | Bouwjaar | Architect | Locatie  | Coördinaten?                 | Nr.? | Afbeelding        |
| --------------------------- | ------------------------ | -------- | --------- | -------- | ---------------------------- | ---- | ----------------- |
| Boerderij met achterbaander | Boerderij                | 19e eeuw |           | Anreep 6 | 52° 58' 37" NB, 6° 35' 6" OL | 8429 | Meer afbeeldingen |

## Loon
De plaats Loon telt 2 inschrijvingen in het rijksmonumentenregister.
| Object                                                               | Oorspronkelijke functie? | Bouwjaar                                                             | Architect | Locatie                      | Coördinaten?                 | Nr.?   | Afbeelding        |
| -------------------------------------------------------------------- | ------------------------ | -------------------------------------------------------------------- | --------- | ---------------------------- | ---------------------------- | ------ | ----------------- |
| Hunebed D15                                                          | Archeologisch monument   | Neolithicum                                                          |           | aan het einde van de Heirweg | 53° 1' 23" NB, 6° 36' 48" OL | 421080 | Meer afbeeldingen |
| Boerderij met achterbaander, grote schuur en stookhok met varkenskot | Boerderij                | mog. 18e eeuw (oorspr.) 19e eeuw huidige vorm) 1917 (verb. woonhuis) |           | Markeweg 2                   | 53° 0' 41" NB, 6° 36' 41" OL | 46522  | Meer afbeeldingen |

## Ubbena
De plaats Ubbena telt 1 inschrijving in het rijksmonumentenregister.
| Object               | Oorspronkelijke functie?  | Bouwjaar                   | Architect | Locatie                     | Coördinaten?                | Nr.?   | Afbeelding        |
| -------------------- | ------------------------- | -------------------------- | --------- | --------------------------- | --------------------------- | ------ | ----------------- |
| Tjasker Meestersveen | Industrie- en poldermolen | voor 1930 1982-'83 (rest.) |           | aan de Oosterweg bij Zeijen | 53° 3' 6" NB, 6° 33' 17" OL | 413729 | Meer afbeeldingen |

## Witten
De plaats Witten telt 2 inschrijvingen in het rijksmonumentenregister.
| Object                                                                            | Oorspronkelijke functie? | Bouwjaar                    | Architect | Locatie       | Coördinaten?                  | Nr.? | Afbeelding        |
| --------------------------------------------------------------------------------- | ------------------------ | --------------------------- | --------- | ------------- | ----------------------------- | ---- | ----------------- |
| Boerderij met achterbaander en underschoer en woongedeelte met bakstenen topgevel | Boerderij                | mog. midden 18e eeuw (kern) |           | Witterhaar 11 | 52° 58' 49" NB, 6° 31' 7" OL  | 8431 | Meer afbeeldingen |
| Boerderij met zijbaander en bakstenen gevel aan woongedeelte                      | Boerderij                |                             |           | Witterzomer 1 | 52° 58' 52" NB, 6° 30' 54" OL | 8432 | Meer afbeeldingen |

Aa en Hunze ·
Assen ·
Borger-Odoorn ·
Coevorden ·
De Wolden ·
Emmen ·
Hoogeveen ·
Meppel ·
Midden-Drenthe ·
Noordenveld ·
Tynaarlo ·
Westerveld